# Danse avec moi (chanson)
Pour les articles homonymes, voir Danse avec moi.
Singles de Les Déesses
On a changé
(2007) Saveurs exotiques
(2008)
Pistes de Saveurs exotiques
Ça c'est bon Seule
Danse avec moi est le second single du trio de chanteuses Les Déesses. Annoncé dans un premier temps pour le mois de novembre 2007, il devait suivre de quelques jours la sortie du premier album du groupe, Saveurs exotiques, qui est sorti le 29 octobre 2007. Mais finalement la sortie physique fut annulée.

## Le clip vidéo
On voit la chanteuse principale se préparer avant de rejoindre ses copines pour aller en soirée. Ensuite les filles dansent chacune avec un garçon. Le tout est entrecoupé de parties rap avec des plans sur les Papa Tank à côté de grandes enceintes.
Les Déesses Danse Avec Moi clip officiel sur Youtube.com

## Classement des ventes
| Pays        | Meilleure position |
| ----------- | ------------------ |
| France Club | 10                 |